# APAR

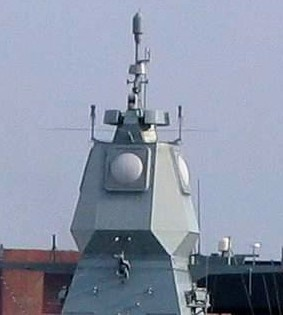
APAR monté au sommet de la superstructure d'une frégate de la classe Sachsen de la marine allemande.

L'Active Phased Array Radar (APAR) est un radar 3D multifonction AESA développé et fabriqué par Thales Pays-Bas. Les modules récepteurs radar sont développés et construits aux États-Unis par Sanmina Corporation.